# ميك مارس
ميك مارس (بالإنجليزية: Mick Mars)‏ هو عازف قيثارة أمريكي، ولد في 3 أبريل 1956 1953 في تير هوت في الولايات المتحدة.

## وصلات خارجية
- الموقع الرسمي
- ميك مارس على موقع IMDb (الإنجليزية)
- ميك مارس على موقع ميوزك برينز (الإنجليزية)
- ميك مارس على موقع إن إن دي بي (الإنجليزية)
- ميك مارس على موقع أول ميوزيك (الإنجليزية)
- ميك مارس على موقع ديسكوغز (الإنجليزية)
- ميك مارس على موقع قاعدة بيانات الفيلم (الإنجليزية)